# Skällinge församling
Skällinge församling var en församling i Göteborgs stift, Varbergs kommun i Hallands län. Församlingen uppgick 2002 i Himledalens församling.
Församlingskyrka var Skällinge kyrka.

## Administrativ historik
Församlingen har medeltida ursprung.
Församlingen var till 1962 annexförsamling i pastoratet Valinge, Stamnared, Skällinge och Nösslinge. Från 1962 till 2002 var den annexförsamling i pastoratet Grimeton, Rolfstorp, Hunnestad, Gödestad, Skällinge och Nösslinge.  Församlingen uppgick 2002 i Himledalens församling tillsammans med övriga församlingar i pastoratet.
Församlingskod var 138304.